# Xin Xin
Xin Xin (em chinês:  辛鑫; Binzhou, 6 de novembro de 1996) é uma maratonista aquática chinesa.

## Carreira

### Rio 2016
Xin competiu nos 10 km feminino nos Jogos Olímpicos de Verão de 2016, ficando na quarta colocação.